# الشركة الكويتية للصناعات البترولية المتكاملة
الشركة الكويتية للصناعات البترولية المتكاملة (كيبك) (KIPIC) هي شركة كويتية وطنية تأسست في أكتوبر من عام 2016 برأسمال 1.8 مليار دينار كويتي وهي تابعة لمؤسسة البترول الكويتية.

## مهامها
```
تشغيل وإدارة عمليات تكرير البتروكيماويات في مجمع الزور بدولة الكويت واستيراد الغاز الطبيعي المسال بعد إعادة تحويلة، وتمكين القوى العاملة المهنية ومشاركة القطاع الخاص الكويتي في صناعة النفط.
```

## الجوائز
جائزة تصميم العلامة التجارية من قبل مجلة ترانسفورم الشرق الأوسط في عام 2017.

## وصلات خارجية
الموقع الرسمي للشركة